# Willkommen zu Hause
Willkommen zu Hause ist ein deutscher Fernsehfilm aus dem Jahr 2008. Das vom SWR produzierte Filmdrama erzählt anhand eines Einzelschicksals von den negativen Folgen des deutschen ISAF-Einsatzes in Afghanistan.

## Handlung
In der pfälzischen Kleinstadt Deidesheim herrscht Freude. Unversehrt kehrt der freiwillig Wehrdienst leistende Soldat Ben Winter (Ken Duken) nach einem dreimonatigen Afghanistan-Einsatz aus Kundus zurück. Zumindest äußerlich hat er keinen Schaden davongetragen. Jedoch hat ein Attentat, bei dem er zusehen musste, wie sein Freund Torben starb, bei ihm eine Posttraumatische Belastungsstörung hervorgerufen. Da Ben die Freude seiner Umwelt nicht trüben will, versucht er den Schock zu überspielen. Bei den Nachbesprechungen bei der Bundeswehr leugnet er seine Probleme. Als er dennoch immer heftigere Gefühlsausbrüche zeigt, reagieren Freundin Tine (Mira Bartuschek) und die Eltern verstört. Lediglich Nachbarin Lona (Ulrike Folkerts) erkennt als Ärztin, dass Ben Hilfe braucht.

## Kritik
„Um Realismus bemühtes (Fernseh-)Drama, das sich sowohl mit der Überforderung eines jungen Soldaten als auch mit der seiner heimatlichen Umgebung auseinander setzt, dabei aber bis auf Ausnahmen weitgehend unglaubwürdig bleibt. Der Versuch, Unterhaltung mit einem gewissen Anspruch zu versöhnen, gelingt nur im Ansatz.“

„Mit einer exzellenten Darstellercrew – besonders Ken Duken in der Rolle des Heimkehrers – inszenierte Senn nach dem Drehbuch von Christian Pfannenschmidt (‚Marlene‘, ‚Mein Herz in Afrika‘) ein packendes Psycho-Drama.“

## Hintergrund
Der Film wurde erstmals auf dem Filmfest München 2008 vorgestellt. Die Erstausstrahlung im öffentlich-rechtlichen Fernsehen war bereits für den 3. September im Ersten geplant, doch die ARD setzte dann den 5. November 2008 fest. Dieser Termin wurde jedoch verworfen, da dieser Abend ganz im Zeichen der Präsidentschaftswahl in den Vereinigten Staaten stehen würde. Aufgrund dessen wurde der 23. Oktober als Alternativ-Sendeplatz gewählt. Dieser Termin kollidierte jedoch mit dem Fußball-Event UEFA-Cup. „Willkommen zuhause“ wurde am 2. Februar 2009 erstmals ausgestrahlt.
Parallel zu Willkommen zuhause entwickelte eine andere Redaktion des SWR einen weiteren Film, der das Thema eines aus Afghanistan traumatisiert zurückkehrenden Soldaten behandelt: Nacht vor Augen wurde auf der Berlinale 2008 erstmals gezeigt und ist mehrfach preisgekrönt. Die Handlungen der beiden Filme unterscheiden sich nur leicht, jedoch zeichnet Willkommen zuhause ein deutlich realistischeres Bild der Bundeswehr.

## Trivia
Es sind einige formale Fehler im Bezug auf die Bundeswehr im Film zu sehen. Unter anderem kehren in der Bundeswehrmaschine am Anfang des Filmes Gefreite aus dem Einsatz zurück, was unter Berücksichtigung der Zeit im Auslandseinsatz, Ausbildungszeiten und Beförderungszeiten nicht vorkommen kann. Der Psychologe der Bundeswehr trägt einmal die Schulterklappen eines Oberstabsarztes und in einer anderen Szene die eines Leutnants (Sanitätsoffizieranwärter). Der Hauptdarsteller, Hauptgefreiter Winter, meldet sich bei seinem Kompaniechef fälschlicherweise in der dritten Person ab, er sagt: „Herr Hauptmann, Hauptgefreiter Winter meldet sich ab“ anstatt korrekterweise: „Herr Hauptmann. Hauptgefreiter Winter, melde mich ab.“

## Auszeichnungen
- Goldene Magnolie in der Kategorie Best TV Movie beim 15. Shanghai International TV Festival 2009[4]
- Bayerischer Fernsehpreis 2009 für Ken Duken als bester Schauspieler in der Kategorie Fernsehfilm